# 熱的残存粒子
熱的残存粒子 (ねつてきざんぞんりゅうし, thermal relic) とは、現代宇宙論において、初期宇宙においては熱平衡にあったものの、宇宙の歴史のある時点において相互作用が実効的に無視できるようになり、それ以降自由粒子として振る舞うような粒子の総称である。「残存物」ともいう。相互作用が無視できるようになった時点でその粒子が相対論的であるか非相対論的であるかに応じて「熱い」残存粒子または「冷たい」残存粒子と呼ばれる。例えば宇宙ニュートリノ背景は熱い残存粒子であり、暗黒物質の候補であるWIMPは冷たい残存粒子モデルに基づくものである。

## 概要
ある粒子 {\displaystyle \chi } が自身の反粒子 {\displaystyle {\bar {\chi }}} との対消滅チャンネルを持つ場合を考える。この対消滅反応の反応率は反粒子の数密度 {\displaystyle n_{\bar {\chi }}}、対消滅断面積 {\displaystyle \sigma }、粒子速度 {\displaystyle v} の積
{\displaystyle P=n_{\bar {\chi }}\sigma v}
である。高温高密度状態にある初期宇宙においてはこの反応が頻繁に起き、粒子 {\displaystyle \chi } はこの反応を通じて熱平衡にある。やがて宇宙が膨張し温度と数密度が下がると、反応率 {\displaystyle P} が減少し宇宙の膨張率（ハッブルパラメータ）{\displaystyle H} を下回る。これにより対生成・対消滅反応が実効的に停止し（これを「脱結合 (decoupling)」と呼ぶ）、粒子 {\displaystyle \chi } の存在量が変化しなくなる。その後この粒子が別の過程により崩壊しない限り、このようにして初期に熱平衡にあった粒子は現在の宇宙にも一定量が存在することになる。これが熱的残存粒子である。
例えばニュートリノは弱い相互作用により初期宇宙においてはレプトン（特に電子・陽電子）と相互作用し熱平衡にあるが、およそ温度 1.5 MeV で脱結合し、その後は自由粒子として振る舞う。このように初期宇宙において熱的に生成されたニュートリノは現在の宇宙でも宇宙ニュートリノ背景として存在し続けていると考えられており、間接的な証拠はあるものの、その数密度は一世代あたり112個/cm3と小さく、またエネルギーが小さいため、2016年現在それを実験的に検出することはできていない。
あるいは、熱的残存粒子は暗黒物質を生成するシナリオのひとつとして有力視されている。特に相互作用断面積や質量として電弱相互作用から予想される値を仮定するとき、冷たい残存粒子シナリオはその粒子の現在の量として暗黒物質の存在量を再現するため、この種の粒子（WIMPとして知られる）は特に有力な暗黒物質の候補となっている。

## 熱的残存粒子の存在量
本節では脱結合後の熱的残存粒子の存在量がどのように決定されるのかを述べる。なお通常の熱的残存粒子シナリオでは問題の粒子 {\displaystyle \chi } とその反粒子 {\displaystyle {\bar {\chi }}} の性質は同じであると仮定する。本記事もこれを仮定するが、バリオン数生成の理論に動機づけられて粒子・反粒子間に非対称性を導入するモデルもあり、これはAsymmetric dark matterとして知られている。

### ボルツマン方程式
問題の粒子 {\displaystyle \chi } はその反粒子 {\displaystyle {\bar {\chi }}} との対生成・対消滅チャンネルを持つものと仮定する。
{\displaystyle \chi +{\bar {\chi }}\rightleftharpoons X+{\bar {X}}}
ただしここではすべてのチャンネルで反応先の粒子 {\displaystyle X}, {\displaystyle {\bar {X}}} は輻射温度 {\displaystyle T} に等しい熱平衡にあるものとする。
この系は一般相対論的なボルツマン方程式によって記述されるが、それを積分することにより粒子数密度 {\displaystyle n_{\chi }} の時間変化を記述する次の方程式が導かれる。
{\displaystyle {\frac {dn_{\chi }}{dt}}+3Hn_{\chi }=-\langle \sigma v\rangle \left[n_{\chi }^{2}-\left(n_{\chi }^{\mathrm {EQ} }\right)^{2}\right]}
左辺第2項は宇宙膨張による希釈を、右辺は対生成・対消滅による粒子数密度の変化を表す。なお右辺の {\displaystyle \langle \sigma v\rangle } は対消滅断面積と速度の積を熱平均したものであり、{\displaystyle n_{\chi }^{\mathrm {EQ} }} は熱平衡時の数密度
{\displaystyle n_{\chi }^{\mathrm {EQ} }=g_{\chi }\int {\frac {1}{e^{\beta \varepsilon _{\mathbf {p} }}\mp 1}}{\frac {d^{3}p}{(2\pi \hbar )^{3}}}=g_{\chi }{\frac {\zeta (3)k_{\mathrm {B} }^{3}}{\pi ^{2}\hbar ^{3}c^{3}}}T^{3}\times {\frac {1}{2\zeta (3)}}\int _{0}^{\infty }{\frac {y^{2}}{\exp {\sqrt {x^{2}+y^{2}}}\mp 1}}dy}
である。後者は粒子 {\displaystyle \chi } が相対論的であるときには {\displaystyle n_{\chi }=g'_{\chi }{\frac {\zeta (3)k_{\mathrm {B} }^{3}}{\pi ^{2}\hbar ^{3}c^{3}}}T^{3}}, 非相対論的であるときには {\displaystyle n_{\chi }=g_{\chi }\left({\frac {m_{\chi }k_{\mathrm {B} }T}{2\pi \hbar ^{2}}}\right)^{\frac {3}{2}}e^{-\beta m_{\chi }c^{2}}} と書ける。ここに {\displaystyle \zeta (s)} はリーマンゼータ関数（{\displaystyle \zeta (3)} はアペリーの定数）、{\displaystyle g'_{\chi }} は粒子 χ がボース粒子であるときその内部自由度 {\displaystyle g_{\chi }}、フェルミ粒子であるとき {\displaystyle {\frac {3}{4}}g_{\chi }} である。
独立変数として時刻 {\displaystyle t} の代わりに温度 {\displaystyle T} を用いる。ただし温度は宇宙膨張とともに減少するため、粒子 χ の質量 {\displaystyle m_{\chi }} で無次元化した変数
{\displaystyle x:={\frac {m_{\chi }c^{2}}{k_{\mathrm {B} }T}}}
を導入する。このとき、{\displaystyle x\lesssim 1} のとき粒子 {\displaystyle \chi } は相対論的であり、{\displaystyle x\gg 1} のとき非相対論的である。さらに、宇宙膨張による希釈の効果には興味がないため、（あらゆる粒子の寄与を考慮した）エントロピー密度 {\displaystyle s} で規格化した、単位エントロピーあたりの粒子数
{\displaystyle Y:={\frac {n_{\chi }}{s}}}
を用いる。このとき、上の数密度に関する方程式は次のように書き直せる。
{\displaystyle {\frac {dY}{dx}}=-{\sqrt {\frac {\pi }{45}}}{\frac {g_{*S}}{\sqrt {g_{*}}}}{\frac {\langle \sigma v\rangle }{x^{2}}}\left[Y^{2}-Y_{\mathrm {EQ} }^{2}\right]}
ここに {\displaystyle g_{*}}, {\displaystyle g_{*S}} は相対論的な粒子の有効自由度である。

### 熱い残存粒子
時刻 {\displaystyle x_{f}\lesssim 1} にこの粒子が脱結合したとすると、それ以降 {\displaystyle Y(x)=n_{\chi }(x)/s(x)} は近似的に保存する（これを「凍結 (freeze out)」と表現する）。そこで現在の宇宙での値と脱結合の瞬間での値を等置する。
{\displaystyle {\frac {n_{\chi }(x_{f})}{s(x_{f})}}={\frac {n_{\chi 0}}{s_{0}}}}
相対論的な粒子の数密度の表式 {\displaystyle n_{\chi }=g'_{\chi }{\frac {\zeta (3)k_{\mathrm {B} }^{3}}{\pi ^{2}\hbar ^{3}c^{3}}}T^{3}} およびエントロピー密度の表式 {\displaystyle s(x)=g_{*S}(x){\frac {2\pi ^{2}k_{\mathrm {B} }^{4}}{45\hbar ^{3}c^{3}}}T^{3}} を代入すると、左辺の値は {\displaystyle Y_{f}:={\frac {45\zeta (3)}{2\pi ^{4}k_{\mathrm {B} }}}{\frac {g'_{\chi }}{g_{*S}(x_{f})}}} と評価される。
現在の宇宙では粒子 {\displaystyle \chi } は非相対論的であると仮定すると、その現在のエネルギー密度は
{\displaystyle \rho _{\chi 0}c^{2}=m_{\chi }c^{2}n_{\chi 0}=m_{\chi }c^{2}s_{0}Y_{f}}
と書ける。従って、粒子 {\displaystyle \chi } の密度パラメータ {\displaystyle \Omega _{\chi 0}} は
{\displaystyle \Omega _{\chi 0}=2\times {\frac {8\pi G\rho _{\chi 0}}{3H_{0}^{2}}}={\frac {16\zeta (3)}{3\pi }}{\frac {Gm_{\chi }}{\hbar ^{3}c^{3}}}g_{*S0}{\frac {(k_{\mathrm {B} }T_{0})^{3}}{H_{0}^{2}}}{\frac {g'}{g_{*S}(x_{f})}}}
により与えられる。なお係数 2 は反粒子 {\displaystyle {\bar {\chi }}} の寄与を考慮することを表す。CMB温度 {\displaystyle T_{0}} およびハッブル定数 {\displaystyle H_{0}} の観測値を代入すると
{\displaystyle \Omega _{\chi 0}=0.15h^{-2}{\frac {g'}{g_{*S}(x_{f})}}\left({\frac {m_{\chi }c^{2}}{1\,\mathrm {eV} }}\right)}
という結論を得る。

### 冷たい残存粒子

冷たい残存粒子の存在量 の温度変化の数値解。断面積としては温度に依存しないs波対消滅を仮定した。実線、破線、一点短鎖線が異なる に対する数値解であり、点線は熱平衡が保たれると仮定した場合の値。熱平衡の値 は指数関数的に減少する。しかし数値解は脱結合により断面積に依存したある時点で熱平衡からの値から逸脱し、ある値 で「凍結」する。

粒子 {\displaystyle \chi } が温度 {\displaystyle T} の熱平衡にあるとき、それが非相対論的である ({\displaystyle k_{\mathrm {B} }T\ll m_{\chi }c^{2}}) ならば、その数密度 {\displaystyle n_{\chi }} は
{\displaystyle n_{\chi }=g_{\chi }\left({\frac {m_{\chi }k_{\mathrm {B} }T}{2\pi \hbar ^{2}}}\right)^{\frac {3}{2}}e^{-\beta m_{\chi }c^{2}}}
と書ける。従って熱平衡にあるときの {\displaystyle Y} の値は
{\displaystyle Y_{\mathrm {EQ} }(x)={\frac {45}{4{\sqrt {2}}\pi ^{7/2}}}{\frac {g_{\chi }}{g_{*S}(x)}}x^{\frac {3}{2}}e^{-x}}
と表示できる。この場合の最終的な粒子 {\displaystyle \chi } の存在量は {\displaystyle Y} に関する方程式を数値的に解くことによって求められる。
しばしば {\displaystyle \langle \sigma v\rangle } が温度のべき乗の依存性を持つと仮定される: {\displaystyle \langle \sigma v\rangle \propto T^{n}}。この場合、定数 {\displaystyle \lambda } を
{\displaystyle \lambda :=\left.{\frac {s}{H}}\langle \sigma v\rangle \right|_{x=1}}
により定義すると、{\displaystyle Y} に関する方程式は
{\displaystyle {\frac {dY}{dx}}=-{\frac {\lambda }{x^{n+2}}}\left[Y^{2}-Y_{\mathrm {EQ} }^{2}\right]}
と書き直せる。いくつかの {\displaystyle \lambda } に対する数値解を図に示す。ここからわかるように、初期には解 {\displaystyle Y(x)} は熱平衡の場合の値 {\displaystyle Y_{\mathrm {EQ} }} に一致するが、ある時刻 {\displaystyle x_{f}} でそこから逸脱する。この時刻はガモフの基準により方程式
{\displaystyle x_{f}^{n-{\frac {1}{2}}}e^{x_{f}}={\frac {45}{4{\sqrt {2}}\pi ^{7/2}}}{\frac {g_{\chi }}{g_{*S}}}\lambda }
を満足する値 {\displaystyle x_{f}} として概算できる。その後、対生成・対消滅反応が停止し、{\displaystyle Y} は最終的な値 {\displaystyle Y(\infty )} に「凍結」する。その値は
{\displaystyle Y(\infty )\sim Y_{\mathrm {EQ} }(x_{f})={\frac {x_{f}^{n+1}}{\lambda }}}
である。
現在の宇宙における冷たい残存粒子の密度パラメータ {\displaystyle \Omega _{\chi 0}} は次のように求まる。
{\displaystyle \Omega _{\chi 0}=2\times {\frac {8\pi G}{3H_{0}^{2}}}m_{\chi }s_{0}Y(\infty )={\frac {32\pi ^{5/2}}{9{\sqrt {5}}m_{\mathrm {Pl} }^{3}}}{\frac {g_{*S0}T_{0}^{3}}{H_{0}^{2}}}{\frac {\sqrt {g_{*}}}{g_{*S}\langle \sigma v\rangle _{1}}}x_{f}^{n+1}}

## 観測的制限

### 熱い残存粒子
熱い残存粒子が現在の宇宙に非相対論的な粒子として存在するならば、それはホットダークマターとして知られるタイプの暗黒物質として振る舞うが、その存在は宇宙論的観測によって棄却されている。そのため、熱い残存粒子の密度パラメータは現在の暗黒物質の量 {\displaystyle \Omega _{c0}=0.2582} に比べて十分小さい必要があり、このことから熱い残存粒子の質量 {\displaystyle m_{\chi }} に上限が与えられる。例えばニュートリノの場合、この考察から {\displaystyle m_{\nu }\ll 10\,\mathrm {eV} } という制限が得られる。ただしこの種の制限は {\displaystyle g_{*}(x_{f})} の値を通じて断面積の大きさに依存し、断面積が小さく {\displaystyle g_{*}(x_{f})\geq 106.75} で凍結する場合には熱い残存粒子の質量の上限は {\displaystyle 10\,\mathrm {eV} } 程度まで緩和される。

### 冷たい残存粒子
冷たい残存粒子はコールドダークマターと呼ばれるタイプの暗黒物質となる。冷たい残存粒子の存在量は強く対消滅断面積に依存するため、質量に関する制限もまたその相互作用モデルに強く依存するが、宇宙論的に意味のある量の残存粒子が生成されるためには断面積は極めて小さい必要がある。一般論としては、理論のユニタリー性により相互作用断面積は粒子質量と
{\displaystyle \sigma \lesssim {\frac {4\pi }{m_{\chi }^{2}}}}
という関係にあるため、{\displaystyle \Omega _{\chi }\lesssim 0.2} は {\displaystyle m_{\chi }\lesssim 120\,\mathrm {TeV} } を要求する。
具体的に相互作用断面積およびその質量として電弱相互作用から示唆される値を用いるとき、冷たい残存粒子シナリオが予測する暗黒物質量は現在の観測値を「奇跡的」に再現する。この事実は「WIMPの奇跡 (WIMP miracle)」として知られており、暗黒物質が weakly interacting massive particle (WIMP) と呼ばれる種類の素粒子であると考える根拠のひとつとなっている。